# Phelsuma ornata
Il geco diurno di Mauritius (Phelsuma ornata Gray, 1825) è un piccolo sauro della famiglia Gekkonidae, endemico della omonima isola.

## Descrizione

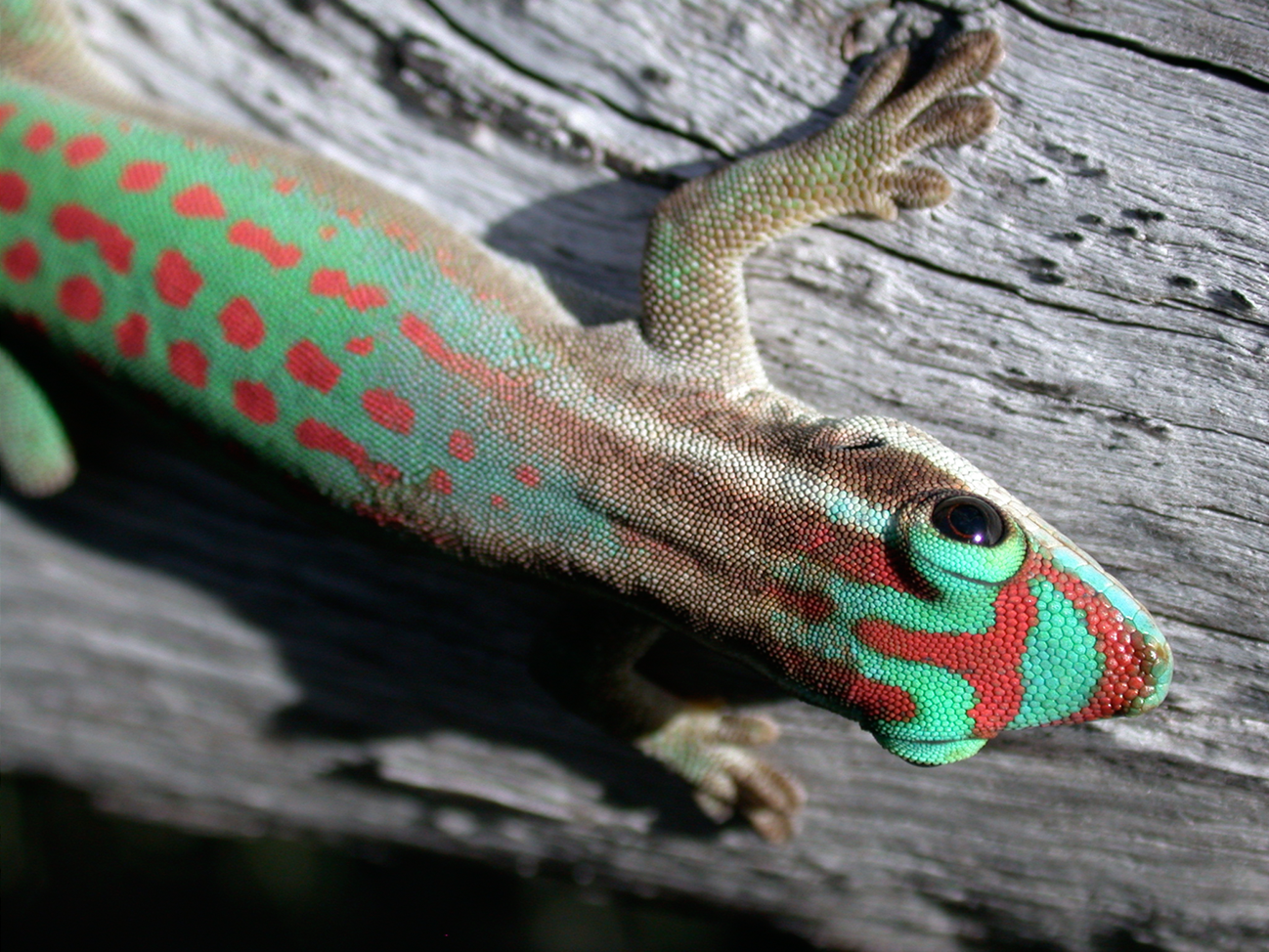

Questo geco raggiunge lunghezze di 11-13 cm.
Ha una livrea vivacemente colorata, con maculature verdi, azzurre, gialle, rosse e arancioni, e grandi occhi, con palpebre fisse saldate a formare una capsula trasparente, che viene tenuta pulita e umettata con la grande lingua.

## Distribuzione e habitat
La specie è diffusa nell'isola di Mauritius e nelle vicine Round Island, Coin de Mire e Île aux Aigrettes.

## Biologia
Phelsuma ornata ha un ruolo importante come impollinatore di molte specie di piante presenti nel suo habitat.

## Tassonomia
La sottospecie Phelsuma ornata inexpectata, endemica di Riunione, è ora considerata una specie a sé stante (Phelsuma inexpectata).